# ロラン島
座標: 北緯54度50分0秒 東経11度9分0秒 / 北緯54.83333度 東経11.15000度

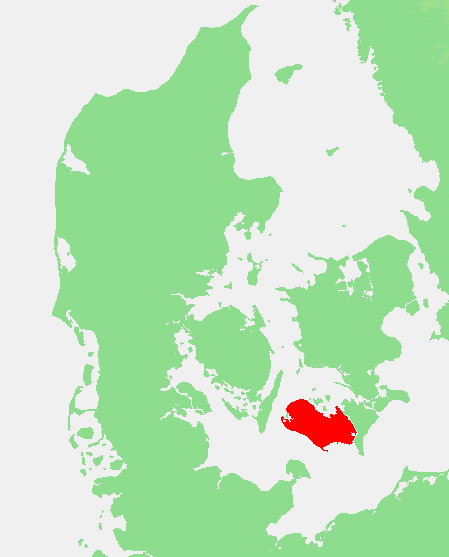
ロラン島

ロラン島、ローランド島(Lolland [ˈlʌˌlænˀ] ( 音声ファイル))はデンマークの島。
バルト海の西端、シェラン島の南西、ファルスター島の西にある。面積は1,243km2、2022年時点の人口は57,618名。最高所の標高が25mしかない低平な島である。ファルスター島とは可動橋（跳開橋）のフレゼリク9世橋で結ばれている。
島には塩沼、ヨシ原、森林、フェンが多く、コブハクチョウ、オオハクチョウ、コアジサシ、ハイイロガン、ゼニガタアザラシ、ハイイロアザラシの生息地である。南東部のグルドボースンド海峡一帯、マリボー付近の湖沼群、北部のフェム島とフェイ島一帯および西部のナクスコフ・フィヨルドはラムサール条約登録地である。
ドイツのフェーマルン島との間にはフェーマルン・ベルト海峡の海底を潜るフェーマルン・ベルトトンネルが構想されている。なお、この島の電力エネルギーのほぼ全ては風力発電などの自然エネルギーで賄われている。風力発電の電力は52億キロワット。ドイツなどにも電力を供給している。
島にある町マリボーを発祥とする同名チーズのマリボーが有名。